# Anaphalis pachylaena
Anaphalis pachylaena là một loài thực vật có hoa trong họ Cúc. Loài này được Y.L.Chen & Ling mô tả khoa học đầu tiên năm 1966.